# Upeneus tragula
La triglia lentigginosa (Upeneus tragula Richardson, 1846) è un pesce d'acqua salata e salmastra tropicale del genere Upeneus.

## Descrizione
La triglia lentigginosa ha un corpo lungo e stretto coperto da grandi scaglie, mediamente arriva a 25 centimetri, ma può arrivare fino a 33 centimetri. Ha una pinna caudale barrata biforcuta e una pinna anale simile e collocata oppostamente alla seconda pinna dorsale. Presenta un colore che va dal bianco al rosato, con una striscia che va dal rosso al nero, delle macchie brunastre lateralmente e i barbigli gialli.

## Distribuzione e habitat
È diffusa nell'oceano Indiano: dall'Africa orientale alla Nuova Caledonia, fino a nord, in Giappone. Abita tra i 10 e i 50 metri di profondità e preferisce i fondali sabbiosi e fangosi. Si può avvistare anche in zone popolate da coralli e nelle vicinanze delle foci dei fiumi.
Può essere confuso con Upeneus oligospilus, U. heemstra e U. niebuhri.

## Biologia

### Comportamento
È generalmente solitario ma può muoversi anche in banchi piccoli o moderatamente grandi.

### Alimentazione
Si nutre di pesci e invertebrati marini come crostacei, vermi e molluschi.